# رنی تاکاگی
رنی تاکاگی (انگلیسی: Reni Takagi،ژاپنی:高城 れに؛ زادهٔ ۲۱ ژوئن ۱۹۹۳) یک موسیقی‌دان اهل ژاپن است. وی از سال ۲۰۰۷ میلادی تاکنون مشغول فعالیت بوده‌است.